# Картель дель Гольфо
Картель дель Гольфо (ісп. Cártel del Golfo) — злочинна організація, яка діє головним чином в Мексиці, але також має присутність в інших країнах, включаючи США та Європу.
Картель дель Гольфо був заснований у 1930-х роках та спочатку займався контрабандою алкоголю до США. Пізніше організація розширила свої операції на контрабанду наркотиків, зокрема кокаїну та метамфетаміну. Картель також займається викраденням людей, вимаганням викупу та іншими злочинами.
Картель дель Гольфо є однією з найбільших та найбільш жорстоких злочинних організацій в Мексиці. Вона зв'язана з багатьма насильственними подіями, зокрема з вбивствами поліцейських, журналістів та інших громадських діячів. У зв'язку з цим, правоохоронні органи різних країн ведуть активну боротьбу з цією організацією.